# Saint-Jouin-de-Marnes
Saint-Jouin-de-Marnes korábbi község Franciaországban, Deux-Sèvres megyében. Lakosainak száma 572 fő (2018. január 1.). Saint-Jouin-de-Marnes Brie, Airvault, Irais, Marnes, Oiron és Moncontour községekkel határos.
2018. január 1-jén három másik korábbi községgel egyesült és az így létrejött Plaine-et-Vallées új község része lett.

## Népesség
A település népessége az elmúlt években az alábbi módon változott:
| Lakosok száma | 584  | 575  | 581  | 571  | 572  |
|               | 2013 | 2015 | 2016 | 2017 | 2018 |